# طناز اسحاقیان
طناز اسحاقیان (زاده ۱۳۵۳ در تهران) کارگردان ایرانی– آمریکایی است. فیلم او به نام «عشق به سبک ایرانی– امریکایی» در جشنواره فیلم در شهر گوتنبرگ سوئد به نمایش گذاشته شد. وی پیش از این نیز دو فیلم مستند ساخته بود.

## فیلم‌شناسی
- ۲۰۱۸ The Last Refugees
- ۲۰۱۱ Love Crimes of Kabul (مستند) (کارگردانی و تهیه کنندگی)
- ۲۰۰۸ شبیه دیگران باش (مستند) (کارگردانی و نویسندگی)
- ۲۰۰۸ Les transsexuels en Iran (مستند) (کارگردانی و فیلمبرداری)
- ۲۰۰۶ Cowboys, Indians, & Lawyers (مستند تلویزیونی) (editing consultant)
- ۲۰۰۳ From Babylon to Beverly Hills: The Exodus of Iran's Jews (کوتاه) (کارگردانی، تهیه کنندگی، فیلمبرداری و تدوین)
- ۲۰۰۲ Devil's Playground (مستند) (associate producer)
- ۲۰۰۲ I Call Myself Persian (مستند کوتاه) (کارگردانی)